# Madoce lineatula
Madoce lineatula är en fjärilsart som beskrevs av Walker 1863. Madoce lineatula ingår i släktet Madoce och familjen nattflyn. Inga underarter finns listade i Catalogue of Life.